# ITunes Session (EP de Imagine Dragons)
«iTunes Session» es el séptimo Extended play y el primero en vivo de la banda estadounidense de indie rock Imagine Dragons. Fue lanzado el 28 de mayo de 2013, por medio de KIDinaKORNER e Interscope Records.

## Lista de canciones
| iTunes Session: Descarga digital |               |          |  |
| N.º                              | Título        | Duración |  |
| 1.                               | «It's Time»   | 4:05     |  |
| 2.                               | «Radioactive» | 4:21     |  |
| 3.                               | «Amsterdam»   | 3:52     |  |
| 4.                               | «30 Lives»    | 3:19     |  |
| 5.                               | «Destination» | 3:53     |  |
| 18:15                            |               |          |  |

## Listas

### Listas Semanales
| Lista (2013)                            | Mejor posición |
| --------------------------------------- | -------------- |
| Estados Unidos (Billboard 200)          | 56             |
| Estados Unidos (Digital Albums)         | 23             |
| Estados Unidos (Top Rock Albums)        | 17             |
| Estados Unidos (Top Alternative Albums) | 13             |

## Fecha de lanzamiento
| Región         | Fecha              | Formato          | Discográfica                    |
| -------------- | ------------------ | ---------------- | ------------------------------- |
| Canadá         | 28 de mayo de 2013 | Descarga digital | KIDinaKORNER Interscope Records |
| México         | 28 de mayo de 2013 | Descarga digital | KIDinaKORNER Interscope Records |
| Estados Unidos | 28 de mayo de 2013 | Descarga digital | KIDinaKORNER Interscope Records |
| Australia      | 29 de mayo de 2013 | Descarga digital | KIDinaKORNER Interscope Records |
| Bélgica        | 29 de mayo de 2013 | Descarga digital | KIDinaKORNER Interscope Records |
| Francia        | 29 de mayo de 2013 | Descarga digital | KIDinaKORNER Interscope Records |
| Alemania       | 29 de mayo de 2013 | Descarga digital | KIDinaKORNER Interscope Records |
| Nueva Zelanda  | 29 de mayo de 2013 | Descarga digital | KIDinaKORNER Interscope Records |
| Reino Unido    | 29 de mayo de 2013 | Descarga digital | KIDinaKORNER Interscope Records |